# VM i judo 1969
VM i judo 1969 var det sjette verdensmesterskab for herrer og blev afholdt i Mexico City i Mexico fra 23. til 25. oktober 1969.

## Medaljeoversigt

### Herrer
| Vægtklasse | Guld                | Sølv            | Bronze                               |
| ---------- | ------------------- | --------------- | ------------------------------------ |
| -63 kg     | Yoshio Sonoda       | Toyokazu Nomura | Kim Sang-Chul Sergey Suslin          |
| -70 kg     | Hiroshi Minatoya    | Yoshimitsu Kono | Kim Chil-Bok David Rudman            |
| -80 kg     | Isamu Sonoda        | Katsuya Hirao   | Oh Seung-Lip Martin Poglajen         |
| -93 kg     | Fumio Sasahara      | Peter Herrmann  | Tomoyuki Kawabata Vladimir Pokatayev |
| +93 kg     | Shuji Suma          | Klaus Glahn     | Mitsuo Matsunaga Givi Onashvili      |
| Åben       | Masatoshi Shinomaki | Wim Ruska       | Ernst Eugster Nobuyuki Sato          |

### Medaljefordeling
| Rank              | Nation              | Guld | Sølv | Bronze | Total |
| ----------------- | ------------------- | ---- | ---- | ------ | ----- |
| 1                 | Japan (JPN)         | 6    | 3    | 3      | 12    |
| 2                 | Vesttyskland (FRG)  | 0    | 2    | 0      | 2     |
| 3                 | Holland (NED)       | 0    | 1    | 2      | 3     |
| 4                 | Sovjetunionen (URS) | 0    | 0    | 4      | 4     |
| 5                 | Sydkorea (KOR)      | 0    | 0    | 3      | 3     |
| Total (5 nations) | Total (5 nations)   | 6    | 6    | 12     | 24    |